# یوکیکو اوکاموتو
یوکیکو اوکاموتو (انگلیسی: Yukiko Okamoto؛ زادهٔ ۱ ژانویه ۱۹۷۹) هنرپیشهٔ اهل ژاپن است که در جشنواره فیلم یوکوهاما در سال ۱۹۹۸ میلادی، برندهٔ جایزهٔ بهترین استعداد جدید شد.